# Damernas lättvikts-dubbelsculler i rodd vid olympiska sommarspelen 2000
Damernas lättvikts-dubbelsculler i rodd vid olympiska sommarspelen 2000 avgjordes mellan den 18 och 24 september 2000.

## Medaljörer
| Gren                    | Guld                                      | Silver                                     | Brons                                    |
| Lättvikts-dubbelsculler | Constanța Burcică och Angela Alupei (ROU) | Valerie Viehoff och Claudia Blasberg (GER) | Christine Collins och Sarah Garner (USA) |

## Resultat

### Heat

#### Heat 1
| Placering | Roddare                                      | Land      | Tid     | Noteringar |
| --------- | -------------------------------------------- | --------- | ------- | ---------- |
| 1         | Claudia Blasberg Valerie Viehoff             | Tyskland  | 7:11,27 | Q          |
| 2         | Christelle Fernandez-Schulte Benedicte Luzuy | Frankrike | 7:16,53 | R          |
| 3         | Ou Shaoyan Yu Hua                            | Kina      | 7:21,55 | R          |
| 4         | Akiko Iwamoto Ayako Yoshida                  | Japan     | 7:27,12 | R          |
| 5         | María Montoya Ana Sofía Soberanes            | Mexiko    | 7:36,51 | R          |
| 6         | Im Jin-Myeong Mun Hae-Yeong                  | Sydkorea  | 8:00,45 | R          |

#### Heat 2
| Placering | Roddare                               | Land          | Tid     | Noteringar |
| --------- | ------------------------------------- | ------------- | ------- | ---------- |
| 1         | Christine Collins Sarah Garner        | USA           | 7:09,99 | Q          |
| 2         | Virginia Lee Sally Newmarch           | Australien    | 7:11,11 | R          |
| 3         | Marit van Eupen Kirsten van der Kolk  | Nederländerna | 7:18,04 | R          |
| 4         | Tracy Duncan Fiona Milne              | Kanada        | 7:20,60 | R          |
| 5         | Viktorija Dimitrova Margarita Petrova | Bulgarien     | 7:22,51 | R          |
| 6         | Marlenis Mesa Dailin Taset            | Kuba          | 7:38,26 | R          |

#### Heat 3
| Placering | Roddare                              | Land      | Tid     | Noteringar |
| --------- | ------------------------------------ | --------- | ------- | ---------- |
| 1         | Angela Alupei Constanța Burcică      | Rumänien  | 7:16,65 | Q          |
| 2         | Kim Plugge Pia Vogel                 | Schweiz   | 7:21,43 | R          |
| 3         | Chrysi Biskitzi Angeliki Gremou      | Grekland  | 7:23,89 | R          |
| 4         | Elżbieta Kuncewicz Ilona Mokronowska | Polen     | 7:28,99 | R          |
| 5         | María Garisoain Marisa Peguri        | Argentina | 7:30,74 | R          |
| 6         | Anna Alliquander Mónika Remsei       | Ungern    | 7:31,05 | R          |

### Återkval

#### Återkval 1
| Placering | Roddare                                      | Land          | Tid     | Noteringar |
| --------- | -------------------------------------------- | ------------- | ------- | ---------- |
| 1         | Marit van Eupen Kirsten van der Kolk         | Nederländerna | 7:10,46 | A/B        |
| 2         | Christelle Fernandez-Schulte Benedicte Luzuy | Frankrike     | 7:11,46 | A/B        |
| 3         | Elżbieta Kuncewicz Ilona Mokronowska         | Polen         | 7:20,87 | A/B        |
| 4         | Marlenis Mesa Dailin Taset                   | Kuba          | 7:29,10 | C          |
| 5         | María Montoya Ana Sofía Soberanes            | Mexiko        | 7:33,58 | C          |

#### Återkval 2
| Placering | Roddare                               | Land       | Tid     | Noteringar |
| --------- | ------------------------------------- | ---------- | ------- | ---------- |
| 1         | Virginia Lee Sally Newmarch           | Australien | 7:14,08 | A/B        |
| 2         | Chrysi Biskitzi Angeliki Gremou       | Grekland   | 7:17,38 | A/B        |
| 3         | Viktorija Dimitrova Margarita Petrova | Bulgarien  | 7:18,90 | A/B        |
| 4         | Anna Alliquander Mónika Remsei        | Ungern     | 7:20,21 | C          |
| 5         | Akiko Iwamoto Ayako Yoshida           | Japan      | 7:23,36 | C          |

#### Återkval 3
| Placering | Roddare                       | Land      | Tid     | Noteringar |
| --------- | ----------------------------- | --------- | ------- | ---------- |
| 1         | Kim Plugge Pia Vogel          | Schweiz   | 7:12,99 | A/B        |
| 2         | Tracy Duncan Fiona Milne      | Kanada    | 7:18,83 | A/B        |
| 3         | Ou Shaoyan Yu Hua             | Kina      | 7:21,00 | A/B        |
| 4         | María Garisoain Marisa Peguri | Argentina | 7:28,19 | C          |
| 5         | Im Jin-Myeong Mun Hae-Yeong   | Sydkorea  | 7:55,74 | C          |

### Semifinaler

#### Semifinal 1
| Placering | Roddare                                      | Land       | Tid     | Noteringar |
| --------- | -------------------------------------------- | ---------- | ------- | ---------- |
| 1         | Angela Alupei Constanța Burcică              | Rumänien   | 6:59,85 | A          |
| 2         | Claudia Blasberg Valerie Viehoff             | Tyskland   | 7:02,46 | A          |
| 3         | Virginia Lee Sally Newmarch                  | Australien | 7:06,58 | A          |
| 4         | Christelle Fernandez-Schulte Benedicte Luzuy | Frankrike  | 7:09,32 | B          |
| 5         | Tracy Duncan Fiona Milne                     | Kanada     | 7:14,58 | B          |
| 6         | Viktorija Dimitrova Margarita Petrova        | Bulgarien  | 7:22,47 | B          |

#### Semifinal 2
| Placering | Roddare                              | Land          | Tid     | Noteringar |
| --------- | ------------------------------------ | ------------- | ------- | ---------- |
| 1         | Christine Collins Sarah Garner       | USA           | 7:04,86 | A          |
| 2         | Marit van Eupen Kirsten van der Kolk | Nederländerna | 7:07,16 | A          |
| 3         | Kim Plugge Pia Vogel                 | Schweiz       | 7:07,22 | A          |
| 4         | Elżbieta Kuncewicz Ilona Mokronowska | Polen         | 7:08,73 | B          |
| 5         | Ou Shaoyan Yu Hua                    | Kina          | 7:18,60 | B          |
| 6         | Chrysi Biskitzi Angeliki Gremou      | Grekland      | 7:21,88 | B          |

#### Final C
| Placering | Roddare                           | Land      | Tid     | Noteringar |
| --------- | --------------------------------- | --------- | ------- | ---------- |
| 1         | Anna Alliquander Mónika Remsei    | Ungern    | 7:13,22 |            |
| 2         | Akiko Iwamoto Ayako Yoshida       | Japan     | 7:15,01 |            |
| 3         | Marlenis Mesa Dailin Taset        | Kuba      | 7:19,63 |            |
| 4         | María Montoya Ana Sofía Soberanes | Mexiko    | 7:25,00 |            |
| 5         | Im Jin-Myeong Mun Hae-Yeong       | Sydkorea  | 7:42,07 |            |
| —         | María Garisoain Marisa Peguri     | Argentina |         | DNS        |

#### Final B
| Placering | Roddare                                      | Land      | Tid     | Noteringar |
| --------- | -------------------------------------------- | --------- | ------- | ---------- |
| 1         | Christelle Fernandez-Schulte Benedicte Luzuy | Frankrike | 7:10,70 |            |
| 2         | Elżbieta Kuncewicz Ilona Mokronowska         | Polen     | 7:12,76 |            |
| 3         | Tracy Duncan Fiona Milne                     | Kanada    | 7:13,76 |            |
| 4         | Ou Shaoyan Yu Hua                            | Kina      | 7:15,31 |            |
| 5         | Chrysi Biskitzi Angeliki Gremou              | Grekland  | 7:17,11 |            |
| 6         | Viktorija Dimitrova Margarita Petrova        | Bulgarien | 7:17,64 |            |

#### Final A
| Placering | Roddare                              | Land          | Tid     | Noteringar |
| --------- | ------------------------------------ | ------------- | ------- | ---------- |
| 1         | Angela Alupei Constanța Burcică      | Rumänien      | 7:02,64 |            |
| 2         | Claudia Blasberg Valerie Viehoff     | Tyskland      | 7:02,95 |            |
| 3         | Christine Collins Sarah Garner       | USA           | 7:06,37 |            |
| 4         | Virginia Lee Sally Newmarch          | Australien    | 7:12,04 |            |
| 5         | Kim Plugge Pia Vogel                 | Schweiz       | 7:15,57 |            |
| 6         | Marit van Eupen Kirsten van der Kolk | Nederländerna | 7:17,89 |            |